# Una muchacha llamada Milagros
Una muchacha llamada Milagros é uma telenovela venezuelana produzida e exibida pela Venevisión entre 10 de setembro de 1973 e 13 de agosto de 1974. 
Original de Delia Fiallo, foi produzida por José Crousillat.
Foi protagonizada por Rebeca Gonzalez e José Bardina e antagonizada por  Ivonne Attas e Haydee Balza. 

## Sinopse
Esta telenovela conta a história de Juan Miguel Saldívar, um psiquiatra de prestígio dedicado a reabilitar jovens rebeldes e delinquentes. O trabalho que ele faz ajuda-o a mitigar os problemas em seu casamento com sua esposa, Viviana, e também para esquecer uma violação que ele cometeu enquanto estava bêbado durante a juventude.
O destino faz com que uma de suas pacientes seja aquela garota que ele estuprou; No entanto, a jovem, chamada Milagros, não se lembra do rosto dele. Para reabilitá-la, o médico leva-a a viver com o juiz Clemente Ruiz, que é muito rigoroso. A presença de Milagros na casa não agrada a esposa do juiz, Cecilia, e sua filha, Monica.
Mais tarde, Viviana, a esposa do Dr. Saldivar, vai embora, mas seu navio naufragou e ela morreu. Monica, vendo o médico livre, começa um caso com ele, mas percebe que ele ama Milagros. Impulsionada pelo ciúme, Monica acusa falsamente Milagros de roubar, mas o mal entendido acaba sendo resolvido e o médico deixa Monica.
Juan Miguel e Milagros são casados, mas depois da noite de núpcias descobre que seu estuprador é seu próprio marido.

## Elenco
- Rebeca González- Milagros
- José Bardina- Juan Miguel Saldivar
- José Luis Rodríguez- Omar Contreras "El Puma"
- Ivonne Attas- Irene y Giovanna D'Orsini
- José Luis Silva- Amado
- Esperanza Magaz- Candelaria
- Hilda Breer- Luisa
- Haydee Balza- Mónica Ruiz
- Reneé de Pallás- Onelia
- Nury Flores- Viviana
- Alejandra Pinedo- Candy
- José Oliva- Clemente Ruiz
- Eva Blanco- Cecilia
- Elena Farías- Sonia
- Francia Ortiz- Lili
- Suyin Rosa- Mayita
- Betty Ruth- Lucrecia
- Luis Abreu- Augusto
- Caridad Canelón- Purita
- Ana Castell- Olvido
- Humberto García- Nelson
- Lucila Herrera- Clemencia
- Oscar Mendoza- Rene
- Néstor Zavarce- Emilio
- Francisco Ferrari- Francisco
- Fernando Flores- Eloy
- Chela D'Gar- Doña Gloria
- Graciela Lopez- Manuela
- Francisco Moreno- Segismundo
- Hugo Pimentel- El Piraña
- Chumico Romero- Suky
- Carlos Subero- Padre Antonio
- Soledad Rojas- Rita

## Versões
- A RCTV da Venezuela realizou uma adaptação desta telenovela titulada Mi amada Beatriz, produzida em 1987 e protagonizada por Catherine Fulop e Miguel Alcántara.

- A Televisa realizou em 2008 uma nova versão desta telenovela titulada Cuidado con el ángel, produzida por Nathalie Lartilleux e protagonizada por Maite Perroni e William Levy[2].